# Короб (деревня)
Короб (бел. Кораб) — деревня в Червенском районе Минской области. Входит в состав Рованичского сельсовета.

## Географическое положение
Находится примерно в 25 км к северо-востоку от райцентра, в 87 км от Минска, на реке Лещинка.

## История
Населённый пункт впервые упоминается в XX веке. На 1921 год урочище в составе Хуторской волости Игуменского уезда, здесь было 8 дворов и 65 жителей. 20 августа 1924 года населённый пункт вошёл в состав вновь образованного Хуторского сельсовета Червенского района (с 20 февраля 1938 — Минской области. Согласно Переписи населения СССР 1926 года здесь было 12 дворов, проживали 68 человек. Немецко-фашистские захватчики оккупировали деревню в начале июля 1941 года, 7 её жителей погибли на фронте. Освобождена в начале июля 1944 года. На 1960 год деревня входила в состав Рованичского сельсовета и насчитывала 123 жителя, рядом располагался смолозавод «Короб», где жили ещё 33 человека. В 1980-е деревня относилась к совхозу «Краснодарский», здесь функционировал магазин. По итогам переписи населения Белоруссии 1997 года в деревне насчитывалось 22 дома и 36 жителей. На 2013 год 8 круглогодично жилых домов, 10 постоянных жителей.

## Население
- 1921 — 8 дворов, 65 жителей
- 1926 — 12 дворов, 68 жителей
- 1960 — 156 жителей (деревня + завод)
- 1997 — 22 двора, 36 жителей
- 2013 — 8 дворов, 10 жителей